# 岡本喬
岡本 喬（おかもと たかし、1924年1月3日 - 2008年8月14日）は、詩人・作家。

## 経歴
群馬県生まれ。東京第一師範学校卒。『歴程』同人。小学校教師をしながら詩や小説、ノンフィクションなどを書いた。

## 著書
- 『ヒメジョオンの蝶 童話集』ユリイカ 1958
- 『黄次郎雷次郎』芳賀書店 1964
- 『理科室』同成社 1984
- 『遠めがねのけしき』同成社 1986
- 『海軍厚木航空基地』同成社 1987
- 『解剖事始め 山脇東洋の人と思想』同成社 1988
- 『薄明の教室 戦後の小学校二年八カ月』同成社 1992
- 『鎌倉おどけ文 異聞吾妻鏡』同成社 1995
- 『一訓導の学童疎開日誌』同成社近現代史叢書 2003
- 『燃える鬼』同成社 2004
- 『煩悩譚試文』同成社 2008

共編
- 『本郷隆・詩の世界』草野心平共編輯 湯川書房 1980

## 参考
- 『文藝年鑑』2010年